# Aneura pinnatifida
Aneura pinnatifida là một loài rêu trong họ Aneuraceae. Loài này được Nees Dumort. mô tả khoa học đầu tiên năm 1835.